# Nils Jonsson Hedin
Nils Jonsson Hedin född 1818 i Hede socken, var en av de ledande predikanterna i Bishop Hill, Illinois. 
Hedin blev snabbt anhängare till bonden Erik Jansson när denne 1843 dök upp i Hälsingland för att samla anhängare till sin religiösa väckelse. Sommaren 1846 avseglade de så kallade Erik-jansarna till Amerika med fyra skepp från Gävle, och ytterligare några från Stockholm och Söderhamn. Profeten Erik Jansson var då efterlyst för bokbål och andra provokationer mot den svenska statskyrkan och det s.k. konventikelplakatet från 1726. Profeten Jansson tog sig själv till Oslo vårvintern 1846, och avseglade på falskt pass med hustru, två barn och ett fåtal anhängare. Den hösten 1845 utsände erikjansaren Olof Olsson från Kinsta i Söderala hade valt ut den plats i Henry County, Illinois, där sekten vid profetens ankomst köpte mark och grundade Bishop Hill. Samhället är idag kulturminne, och har cirka 150 invånare. Nils Jonsson Hedin anses vara sektens främste rekryterare i Amerika, där han under sina många resor knöt många kontakter med andra fria kristna samfund, t.ex. i Kentucky, Pennsylvania och New York. Efter att kolonin i Bishop Hill upplöstes 1860, flyttade Hedin 1869 med hustrun Martha (född i Bollnäs) västerut till Osage County i Kansas. Hedin blev amerikansk medborgare. Hans namn stavas i amerikanska källor ibland Hedeen, Hadeen eller Headin. Han ändrade sitt namn under 1860-talet till Nelson Hayden. Han närmade sig i slutet av sitt liv Emanuel Swedenborgs lära, och predikade på svenska i the New Church i Osage City, i vars styrelse han även satt. Han avled i mitten av 1890-talet. 